# Louise Dupré
Pour les articles homonymes, voir Dupré.
Louise Dupré, née le 9 juillet 1949 à Sherbrooke, est une poète, romancière, dramaturge et professeure canadienne. Son livre La Memoria a reçu plusieurs prix, dont le Prix de la Société des écrivains canadiens en 1996. Elle est membre de l'Académie des lettres du Québec et de la Société royale du Canada. En 2024, elle prend la tête du Festival international de la poésie de Trois-Rivières, succédant ainsi à Gaston Bellemare.

## Biographie
Elle fait des études supérieures à l'Université de Sherbrooke, puis à l'Université de Montréal, où elle décroche un doctorat en lettres grâce à une thèse sur la poésie québécoise au féminin. Entre 1981 et 2005, elle travaille au sein du comité de lecture des Éditions du Remue-Ménage, puis entre au comité de rédaction de la revue universitaire québécoise Voix et Images. Elle en est la directrice de 1995 à 1998,.
Elle rencontre Denise Desautels lorsqu'elle travaille à La Nouvelle Barre du jour. Elle développe avec elle une grande amitié qui grandira dans le temps.
Après plusieurs recueils de poésie, elle publie en 1996 son premier roman La Memoria, sur la difficile acceptation d'une rupture amoureuse et d'un abandon. Le roman, qui reçoit un excellent accueil public et critique, remporte le Prix de la Société des écrivains canadiens et le Prix Ringuet de l'Académie des lettres du Québec.
Également dramaturge, elle écrit en 2006 la pièce Tout comme elle, où 50 comédiennes évoluent dans une mise en scène de Brigitte Haentjens.
Elle est une participante de longue date au festival littéraire Metropolis bleu.
Elle a enseigné la littérature au Cégep de Thetford avant de devenir professeure à l'Université du Québec à Montréal,.
Ses textes poétiques, ses fictions et ses critiques littéraires sont parus dans différentes revues et anthologies au Québec et à l’étranger. Plusieurs ont aussi été traduits.
L’écrivaine propose une œuvre ancrée dans le quotidien, mais néanmoins traversée par des thèmes forts tels que le deuil et la souffrance. Elle s’attarde à la manière de composer avec les épreuves dans l’immédiat et la durée.
Louise Dupré est membre de l'Académie des lettres du Québec depuis 1999 et membre de la Société royale du Canada depuis 2002. Elle est également membre de l'Union des écrivaines et des écrivains québécois.
En 2018, elle est honorée en France du prix Vénus Khoury-Ghata pour son recueil La main hantée paru aux Éditions du Noroît. Cette œuvre lui avait déjà valu l'année précédente au Canada, pour la seconde fois, le Prix littéraire du Gouverneur général.

### Style littéraire
Dans l'Anthologie de la poésie actuelle des femmes au Québec, sa poésie est décrite ainsi :

« Remplis d’humanisme et du désir de rejoindre l’autre, ses poèmes sont souvent une manière de recentrer le monde, d’entrer en contact avec lui. Les thèmes de la sororité, de la filiation, de la mémoire collective, de la lumière et de l’enfance traversent son œuvre. Son désir de changer le monde creuse un espace dans son travail pour mettre en scène des injustices, les dénoncer avec une colère toujours plus forte que la douleur. Il y a dans son travail quelque chose de fantomatique, qui tient au sentiment d’être hantée. »

— Anthologie de la poésie actuelle des femmes au Québec 2000 | 2020, Vanessa Bell et Catherine Cormier-Larose, Montréal, Les éditions du Remue-Ménage, 2021,
288 p.  (ISBN 9782890917347)

### Impact et rayonnement
Elle est considérée par ses pairs comme une monument de la littérature québécoise et de la cause féministe, notamment en raison de son implication dès la fondation aux Éditions du remue-ménage. Elle contribue également à l'établissement de voix poétiques féminines au Québec en enseignant la création littéraire à l'Université du Québec à Montréal pendant 20 ans.

## Publications

### Poésie
- La Peau familière, Éditions du remue-ménage, Montréal, 1983, 125 p.  (ISBN 2890910431 et 9782890910430)
- Où, Nouvelle Barre du Jour, Montréal, 1984, 114 p.  (ISBN 2892950252 et 9782892950250)
- Chambres, Éditions du remue-ménage, Montréal, 1986, 90 p.  (ISBN 2890910636 et 9782890910638)
- Quand on a une langue, on peut aller à Rome (en collaboration avec Normand de Bellefeuille), Nouvelle Barre du Jour, Montréal, 1986, 61 p.  (ISBN 2893140785 et 9782893140780)
- Bonheur, Éditions du remue-ménage, Montréal, 1986, 101 p.  (ISBN 2890910784 et 9782890910782)
- Noir déjà, Éditions du Noroît, Montréal, 1993, 92 p.  (ISBN 2890182657 et 9782890182653)
- Tout près, Éditions du Noroît, Saint-Hippolyte, 1998, 93 p.  (ISBN 289018403X et 9782890184039) Réédition en 2021.
- Les Mots secrets (avec des eaux fortes de Jean-Benoît Pouliot), La Courte échelle, Montréal, 2002, 39 p.  (ISBN 2890215598 et 9782890215597)
- Une écharde sous ton ongle, Éditions du Noroît, Montréal, 2004, 98 p.  (ISBN 2890185273 et 9782890185272)
- Plus haut que les flammes, Éditions du Noroît, Montréal, 2010, 105 p.  (ISBN 9782890186811 et 2890186814)
- Plus haut que les flammes, réédition, Éditions Bruno Doucey, Paris, 2015, 105 p.  (ISBN 9782890186811 et 2890186814)
- La Main hantée, Éditions du Noroît, Montréal, 2016, 113 p.  (ISBN 9782897660260 et 2897660260)
- Carnet ocre (illustré par Anouk Van Renterghem), L'Atelier des Noyers, coll. « Carnets de Couleurs », Perrigny-lès-Dijon, 2018, 52 p.  (ISBN 978-2-490185-01-6)
- Roses (illustré par Anouk Van Renterghem), L'Atelier des Noyers, coll. « Carnets de Couleurs », Perrigny-lès-Dijon, 2020, 52 p.  (ISBN 978-2-490185-30-6)
- Nous ne sommes pas des fées, Mémoire d'encrier, Montréal, 2022, 113 p.  (ISBN 9782897128319 et 2897128313)
- Exercices de joie, Éditions du Noroît, Montréal, 2022, 144 p.  (ISBN 9782897663704 et 9782897663711)
- Exercices de joie, Éditions Bruno Doucey, Paris, 2022, 144 p.  (ISBN 9782362294327)
- Le Fil des rêves (illustré par Françoise Rivier), L'Atelier des Noyers, coll. « Carrés secrets », Perrigny-lès-Dijon, 2024  (ISBN 978-2-494676-24-4)
- Bleu cendres (illustré par Armelle Mourier), L'Atelier des Noyers, coll. « Carnets de Couleurs A5 », Perrigny-lès-Dijon, 2024, 40 p.  (ISBN 978-2-494676-20-6)

### Romans
- La Memoria, Éditions XYZ, Montréal, 1996, 217 p.  (ISBN 289261158X et 9782892611588)
- La Voie lactée, Éditions XYZ, Montréal, 2001, 211 p.  (ISBN 9782894063132 et 289406313X)
- L'Été funambule (recueil de nouvelles), Éditions XYZ, Montréal, 147 p.  (ISBN 9782892615128 et 2892615127)
- L'Album multicolore (roman), Éditions Héliotrope, Montréal, 2014, 270 p.  (ISBN 9782923975375 et 2923975375)
- Théo à jamais (roman), Éditions Héliotrope, Montréal, 2020, 233 p.  (ISBN 9782924666968 et 2924666961)[11]

### Théâtre
- Si Cendrillon pouvait mourir, Éditions du remue-ménage, Montréal, 1980, 79 p.  (ISBN 978-2-89091-005-8)
- Tout comme elle, Montréal, Québec Amérique, 2006, 112 p.  (ISBN 978-2-7644-0454-6)

### Essai
- Stratégies du vertige. Trois poètes : Nicole Brossard, Madeleine Gagnon, France Théoret, Montréal, Remue-Ménage, 1989, 127 p.  (ISBN 9782890910843)

### Anthologie
- Collectif paritaire de cinquante poètes, J'écris peuplier (livre anniversaire), dirigé et illustré par Monique LeBlanc, préface de Paul Bélanger, Montréal, Éditions du Noroît, 2021  (ISBN 978-2-89766-278-3)

## Prix, distinctions et nominations

### Lauréate

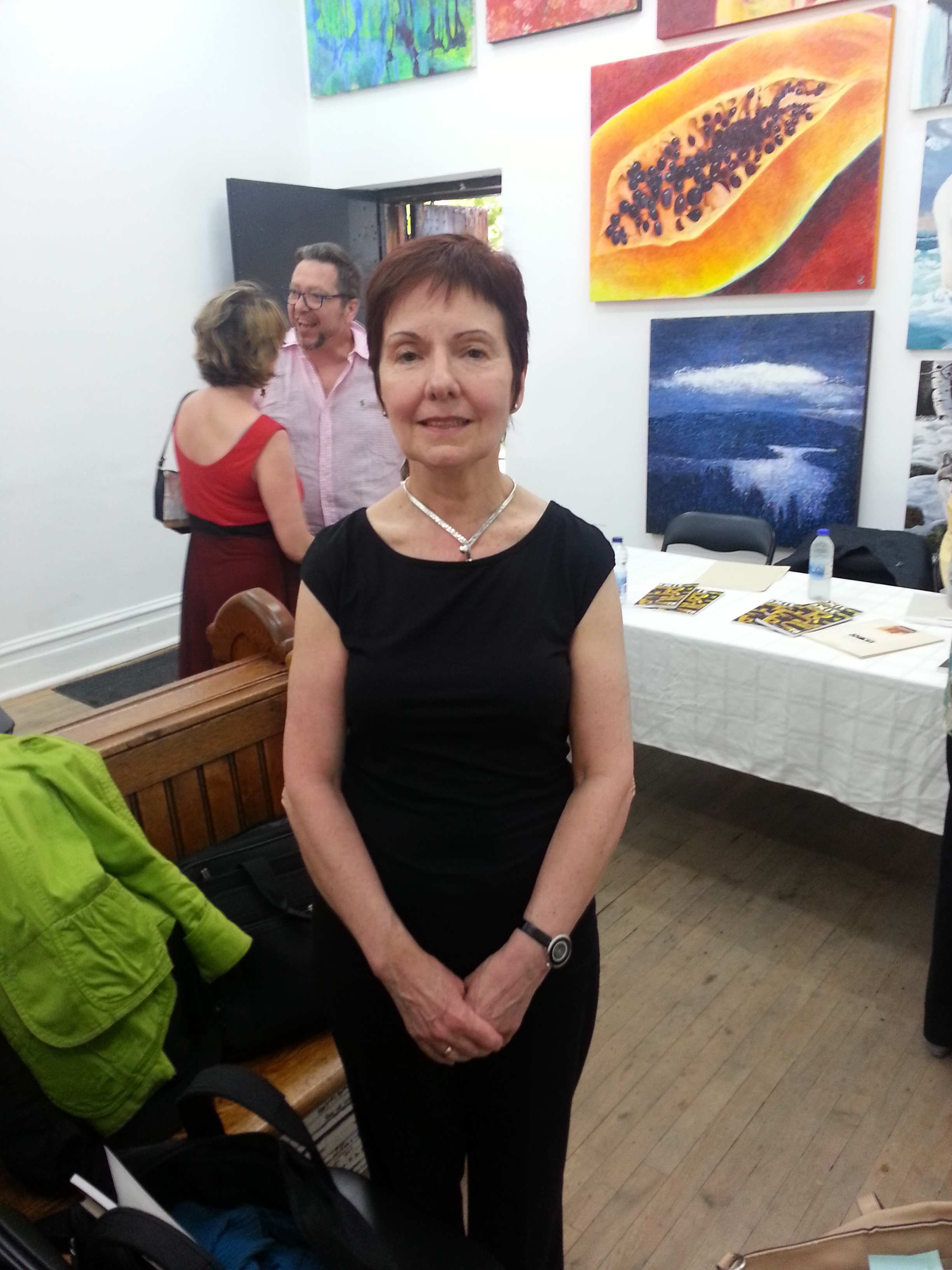
Louise Dupré à un événement culturel montréalais en 2016.

- 1984 - Prix Alfred-Desrochers (pour La Peau familière)
- 1993 - Grand Prix du Festival international de la poésie (pour Noir déjà)
- 1996 - Prix de la Société des écrivains canadiens (pour La Memoria)
- 1997 - 2e prix au Prix littéraires Radio-Canada[12]
- 1997 - Prix Ringuet de l'Académie des lettres du Québec (pour La Memoria)
- 2011 - Prix littéraires du Gouverneur général (pour Plus haut que les flammes)
- 2011 - Grand prix Québecor du Festival international de la poésie
- 2016 - Prix mexicain Jaime Sabines/Gatien Lapointe (pour Mas alto que las flamas, traduction en espagnol par Silvia Pratt (Mantis Editores, 2015) de Plus loin que les flammes)[13]
- 2017 - Prix littéraire du Gouverneur général (pour La Main hantée)
- 2018 - Prix Vénus Khoury-Ghata (pour La Main hantée)[9]

### Finaliste
- 1986 - Nomination pour le Prix du Gouverneur général
- 1988 - Nomination pour le Prix du Gouverneur général
- 2004 - Nomination pour le Prix du Gouverneur général
- 2021 - Finaliste Prix Hervé-Foulon du livre oublié (pour son roman La Memoria, initialement paru en 1996)[14].

### Distinctions
- 2014 -  Membre de l'Ordre du Canada[15]